# Xeno Müller
Xeno Müller, född den 7 augusti 1972 i Zürich i Schweiz, är en schweizisk roddare.
Han tog OS-silver i singelsculler i samband med de olympiska roddtävlingarna 2000 i Sydney.